# Wraninci
Wraninci, Vraninci (maced. Вранинци) – wieś w północno-wschodniej Macedonii Północnej, w gminie Koczani.